# Эйдзи (король Рюкю)
Эйдзи (英 慈, 1268 — 1313) — легендарный правитель островного государства Рюкю. Второй сын короля Тайсэй и внук Эйсо.
Эйдзи успешно продолжил политику своего предка. К этому времени король теряет поддержку своих чиновников, многие адзи перестали подчиняться его власти. Администрация пришло в упадок. Ослабление центральной власти, прекращение выплаты дани в конечном итоге привели к разделу острова на три враждующих королевства. Начинается период трех королевств — Сандзан.

## Источник
- Е. В. Пустовойт. История королевство Рюкю (с древнейших времен до его ликвидации) — Владивасток, Русский остров; 2008—129 стр. илл.